# سکوی نیمه شناور

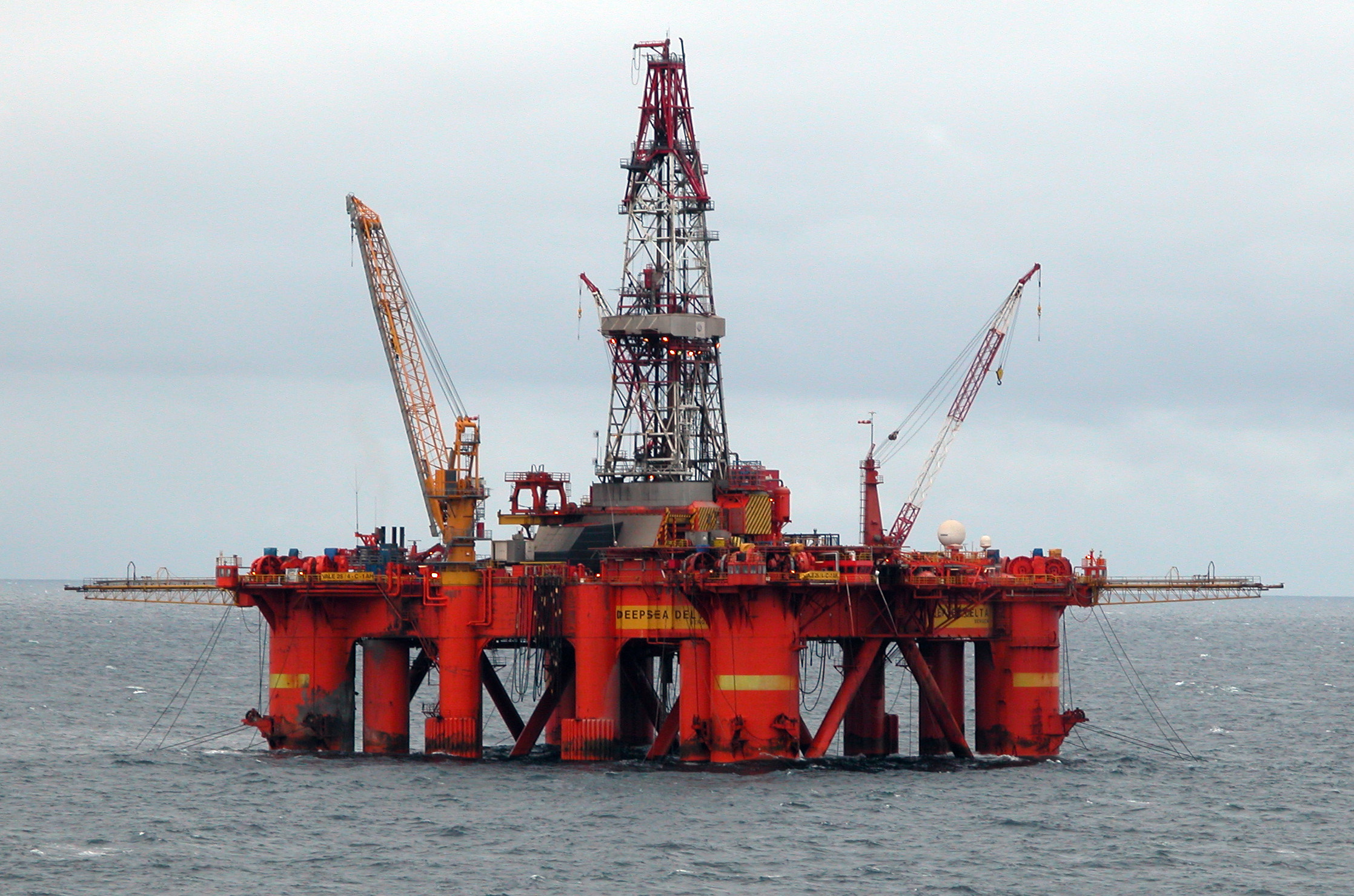
دکل حفاری نیمه‌شناور در دریای شمال

سکوی نیمه شناور سازه دریایی ویژه‌ای است که برای عملیات اکتشاف و بهره‌برداری در آب‌های عمیق دریا ساخته شده است. این سازه می‌تواند پایداری  خوبی به اندازه سکوهای ثابت حفاری داشته باشد.
این شناور نیمه‌غوطه‌ور بیشتر نیروی شناوری خود را از بالن‌های آبگیر که در زیر سطح دریا قرار دارند به‌دست می‌آورد.